# Roberto de’ Nobili
Roberto de’ Nobili (ur. 5 września 1541 w Montepulciano, zm. 18 stycznia 1559 w Rzymie) – włoski kardynał.

## Życiorys
Był synem Vincenzo de' Nobiliego i Maddaleny Barbolani. Jego krewnym był Juliusz III. Studiował grekę, łacinę, filozofię i literaturę. 22 grudnia 1553 został kreowany kardynałem diakonem i otrzymał diakonię S. Maria in Domnica. W 1555 Paweł IV mianował go Bibliotekarzem Kościoła Rzymskiego. Nobili kilkakrotnie planował zrezygnować z godności kardynalskiej i wstąpić do kapucynów albo jezuitów, lecz zaniechał tego pomysłu za namową swojego spowiednika, Juana de Polanco.